# Hocharn
Hocharn är ett berg i Österrike. Det ligger i distriktet Spittal an der Drau och förbundslandet Kärnten, i den centrala delen av landet. Toppen på Hocharn är 3 254 meter över havet, eller 694 meter över den omgivande terrängen.
Hocharn är den högsta toppen av Goldberggruppe.
Trakten runt Hocharn består i huvudsak av kala bergstoppar och isformationer.